# بحيرة ولار
بحيرة ولار هي بحيرة مياة عذبة تقع بالقرب من بانديبوري في منطقة جامو وكشمير، الهند. وتعتبر واحدة من أكبر بحيرات المياة العذبة في جنوب آسيا.